# Língua worrorra
Worrorra, também escrito Worora e outras variantes, e também conhecido como Worrorran Ocidental, é uma língua moribunda dentre as línguas aborígenes da Austrália do norte da Austrália Ocidental.
Essa abrange uma série de dialetos, falados por um grupo de pessoas conhecido como povo Worrorra. Faz parte de um grupo de línguas Worrorran, sendo as outras duas língua, Wunamba e Ngarinyin.

## Etnias
Seis etnias já falaram esses dialetos:  Worrorra, Unggumi, Yawijibaya, Unggarranggu, Umiida, ?Maialnga

Línguas Worrorran (roxo), entre outras línguas não Pama-Nyungan (cinza)

## Dialetos
Worrorra é um grupo de dialetoss já extintos; Bowern (2011) reconheceuí cinco línguas: Worrorra propriamente dita (wro), Unggumi (xgu), Yawijibaya (xdu), Unggarranggu (xun)e Umiida (ibw). McGregor e Rumsey (2009) incluem os dialetos acima e também Winyjarrumi (Winjarumi), descrevendo Worrorra como uma língua não-Pama-Nyungan do grupo de línguas Worrorran, conhecido propriamente como Worrorran ocidental. Uma suposta língua Maialnga era um nome de clã relatado de Worrorra propriamente dito, que não pôde ser confirmado com os falantes.

## Pessoas notáveis
Elkin Umbagai was foi um tradutor entre as línguas inglesa e Worrorra.

## Fonologia
|                | Bilabial | Interdental | Alveolar | Retroflex | Palatal | Velar |
| -------------- | -------- | ----------- | -------- | --------- | ------- | ----- |
| Oclusiva       | p        | t̪           | t        | ʈ         | c       | k     |
| Nasal Oclusiva | m        | n̪           | n        | ɳ         | ɲ       | ŋ     |
| Rótica         |          |             | ɾ~r      |           |         |       |
| Lateral        |          |             | l        | ɭ         | ʎ       |       |
| Aproximante    | w        |             |          | ɻ         | j       |       |

- Uma nasal que ocorre antes de uma consoante oclusiva é então percebida como uma oclusiva sonora pré-nasalizada (ex.: [ŋɡ]).
- /r/ pode ser ouvido como um trinado ou um flap, e normalmente só é sonoro quando precede uma sonorante, um fonema sonoro ou uma consoante lateral. Em outros lugares, é surdo como [r̥], ou pode ser ouvido em variação livre.
- /j/ também pode ser ouvido como um som fricativo [ç] em posições iniciais de palavras.

|        | Anterior | Central | Posterior |
| ------ | -------- | ------- | --------- |
| Alta   | i        |         | u         |
| Medial | e        |         | o         |
| Aberta |          | a       |           |

- Sons de vogais longas são notados da seguinte forma: /iː, ɛː, uː, ɔː, ɑː/. * Entre encontros consonantais, um som de vogal epentético ʉ̆ ~ ɨ̆ ocorre ao separá-los. Às vezes, também pode ser ouvido como um som de vogal central k|ɨ.

| Fonema | Alofones                   |
| ------ | -------------------------- |
| /i/    | [i], ɪ                     |
| /a/    | [a], [ɒ], [æ], ɛ̞, [ɑ], [ɐ] |
| /u/    | [u], [y], [ʊ]              |
| /iː/   | [iː], [ɪː]                 |
| /ɛː/   | [eɪ], [ɛː] ~ [eː]          |
| /ɑː/   | ɑˑɪ, ɑ                     |
| /ɔː/   | [oʊ], [ɔː] ~ [ɒː]          |
| /uː/   | [uː], [ʊː]                 |

## Língua de sinais
Os Worora têm (ou tiveram em algum momento) uma língua codificada manualmente na forma de sinais de sua língua, usada para falar com parentes em certas práticas de evitação dos aborígenes australianos em relações tabu]], mas não está claro nos registros que ela foi particularmente bem desenvolvida em comparação com outras línguas de sinais aborígenes australianas.